# George Turner (australijski polityk)
George Turner (ur. 8 sierpnia 1851 w Melbourne, zm. 12 sierpnia 1916 tamże) – australijski polityk, dwukrotnie sprawował funkcję premiera Wiktorii. Stał na czele jej rządu w chwili, gdy z kolonii brytyjskiej stawała się jednym ze stanów Związku Australijskiego. Był członkiem gabinetu Edmunda Bartona, pierwszego gabinetu federalnego zjednoczonej Australii, a także dwóch późniejszych gabinetów.

## Życiorys

### Młodość
Z wykształcenia był prawnikiem. Już jako 21-letni młodzieniec został pracownikiem kancelarii prawnej, a w 1881 uzyskał prawo samodzielnego wykonywania zawodu adwokata. Był jednym z założycieli organizacji Australian Natives Assocation, grupującej działaczy społecznych urodzonych już w Australii (należy pamiętać, iż znaczną część australijskich elit stanowiły wtedy osoby będące imigrantami z Wielkiej Brytanii) o liberalnych poglądach, entuzjastycznie nastawionych wobec idei federacji kolonii istniejących na kontynencie. Karierę polityczną rozpoczynał w samorządzie lokalnym, zasiadając w radzie miasteczka St Kilda (dziś osiedle w aglomeracji Melbourne). W latach 1887–88 był jego burmistrzem.

### Kariera polityczna w Wiktorii
W 1889 został wybrany do Zgromadzenia Ustawodawczego Wiktorii. W 1891 wszedł do rządu Williama Shieldsa jako minister zdrowia, a później prokurator generalny. Po przegranych wyborach w 1893, zastąpił byłego premiera na stanowisku przywódcy obozu liberałów. Najpopularniejszym i najbardziej wpływowym politykiem tego ugrupowania był wówczas Alfred Deakin, jednak odmówił objęcia formalnego przywództwa, pozostawiając je Turnerowi.
W 1894 liberałowie wygrali wybory, korzystając z niezadowolenia społecznego spowodowanego pogarszającą się sytuacją ekonomiczną. Turner został pierwszym dziejach Wiktorii premierem urodzonym na jej terytorium. Jednocześnie postanowił osobiście kierować resortami skarbu i obrony. Dał się poznać jako zwolennik bardzo radykalnego programu naprawy gospodarki – podniósł podatki, ograniczył wydatki i wprowadził ścisłą dyscyplinę budżetową. Nie przeszkodziło mu to wprowadzić instytucji emerytur. Zniósł także głosowanie pluralne w wyborach stanowych. Nie udało mu się natomiast przeforsować przyznania praw wyborczych kobietom. Turner rządził przez ponad pięć lat, do grudnia 1899 roku, kiedy w wyniku utraty części zaplecza parlamentarnego przez jego gabinet, władzę przejęli konserwatyści pod wodzą Allana MacLeana. Wybory z listopada 1900 roku przyniosły jednak ponowny triumf liberałów i powrót Turnera na stanowisko premiera.

### Kariera w polityce federalnej
Kiedy z początkiem roku 1901 funkcjonowanie rozpoczął Związek Australijski, Turner wszedł do jego pierwszego rządu – kierowanego przez Edmunda Bartona jako minister skarbu. Przez nieco ponad miesiąc łączył funkcję premiera stanowego i ministra federalnego, jednak w lutym 1901 ostatecznie wybrał karierę na szczeblu federalnym. Miesiąc później znalazł się wśród deputowanych pierwszej kadencji do Izby Reprezentantów, gdzie zasiadł w ławach Partii Protekcjonistycznej.
Turner zachował swoje stanowisko ministerialne również w pierwszym gabinecie Deakina. W opozycji znalazł się dopiero w roku 1904, gdy stery rządów przejęła Australijska Partia Pracy kierowana przez Chrisa Watsona. Wbrew stanowisku swojej partii, zgodził się powrócić do resortu skarbu w tworzonym przez konkurencyjną Partię Wolnego Handlu gabinecie George’a Reida. Sprawiło to, iż znalazł się na marginesie swojego ugrupowania. W 1906 ogłosił przejście na polityczną emeryturę. Przez resztę życia pełnił funkcję przewodniczącego Rady Komisarzy Stanowego Banku Oszczędnościowego Wiktorii. Zmarł w 1916, w wieku 65 lat.

## Odznaczenia
W 1897 został odznaczony Orderem św. Michała i św. Jerzego klasy Rycerz Komandor, co uprawniało go do używania tytułu Sir.